# Слива мексиканська
Слива мексиканська (Prunus mexicana) — вид квіткових рослин із підродини мигдалевих (Amygdaloideae).

## Біоморфологічна характеристика
Це дерево, 30–120 дм, слабо-шипувате. Гілочки зазвичай голі, іноді запушені. Листки опадні; ніжка 4–18 мм, волосиста, рідко лише адаксіально; пластина зазвичай еліптична, іноді широко-еліптична, обернено-яйцеподібна, яйцеподібна або довгаста, 6–12 × 3–7 см, краї подвійно зазубрені, зубці гострі, верхівка зазвичай різко загострена до загострення, рідко гостра, абаксіальна (низ) поверхня густо запушена, адаксіальна гола чи запушена. Суцвіття — 2–5-квіткові, зонтикоподібні пучки. Квіти розпускаються до появи листя; гіпантій оберненоконічний, 2–4.5 мм, зовні голий чи запушений; чашолистки відігнуті, від яйцеподібних до ланцетних, 1.5–4 мм, краї цілі чи неясно-залозисто-зубчасті, іноді 2-роздільні на верхівках, поверхні волосисті; пелюстки білі, іноді рожевіють, від еліптичних до обернено-яйцюватих, 5–10 мм. Кістянки від пурпурно-червоного до темно-синього, від субкулястих до еліпсоїдних, 15–30 мм, голі; мезокарпій м'ясистий; кісточки яйцювато-еліпсоїдні, сильно сплюснуті. Цвітіння: березень–квітень; плодоношення: серпень–жовтень.

## Поширення, екологія
Ареал: Мексика (Коауїла, Нуево-Леон, Тамауліпас, Сан-Луїс-Потосі); США (Техас, Теннессі, Оклахома, Міссурі, Алабама, Арканзас, Іллінойс, Індіана, Айова, Канзас, Кентуккі, Луїзіана, Міссісіпі). Діапазон висот: 10–400 метрів. Prunus mexicana зустрічається на днищі річок, у відкритих лісах, а також на узліссях. На відміну від багатьох інших видів Prunus, мексиканська слива росте поодинці, а не в заростях.

## Використання
Фрукти вживаються в їжу людьми, свіжими та/або виготовленими для консервування, а також споживаються птахами та ссавцями; цей вид також служить підщепою для щеплення культурних сортів сливи. Цей вид зазвичай культивують для садівництва та висаджують у житлових садах.

## Загрози й охорона
Загрози для цього виду залишаються невідомими. Цей вид присутній на охоронних територіях.